# František Mlčoch
František Mikuláš Mlčoch (ur. 1888, zm. 26 kwietnia 1946) – czeski komunistyczny, a następnie faszystowski działacz polityczny, przywódca kolaboracyjnej Narodowo-Socjalistycznej Partii Czeskich Robotników i Chłopów podczas II wojny światowej
Na początku lat 20. zaangażował się w działalność polityczną. Wstąpił do Komunistycznej Partii Czechosłowacji (KPCz). W 1920 r. był jednym z organizatorów nieudanego komunistycznego puczu w Kladnie. Następnie został aresztowany i skazany na karę 8 miesięcy więzienia. W II poł. lat 30. jego poglądy polityczne ewoluowały w kierunku narodowego socjalizmu. Nawiązał kontakty z przywódcą Niemców sudeckich Konradem Henleinem. Opowiadał się za współpracą Czechosłowacji z III Rzeszą. W momencie zajmowania Czechosłowacji przez wojska niemieckie w marcu 1939 r. osobiście witał je w Kromieryżu, oddając się do ich dyspozycji. Uznał Niemców za wyzwolicieli od demokracji, marksistowskiego bolszewizmu i żydostwa. Na początku czerwca 1939 r. założył i stanął na czele kolaboracyjnej Narodowo-Socjalistycznej Partii Czeskich Robotników i Chłopów (NSČDRS). Prowadził ścisłą współpracę z NSDAP i Gestapo. Po ataku wojsk niemieckich na ZSRR 22 czerwca 1941 r., wysunął w piśmie do Adolfa Hitlera pomysł wysłania ochotniczego legionu czeskiego na front wschodni. Na początku 1943 r. NSČDRS została rozwiązana przez niemieckie władze Protektoratu Czech i Moraw. František Mlčoch przeniósł się do Wrocławia. Na początku 1945 r. powrócił do Kromieryża. Przedstawił niemieckiemu dowództwu obrony miasta plan wykorzystania okolicznych umocnień betonowych, ale nie został on przyjęty. Po zajęciu Kromieryża przez Armię Czerwoną został aresztowany i uwięziony. Na początku kwietnia na procesie w miejscowości Uherské Hradiště skazano go na karę śmierci, wykonaną 26 kwietnia tego roku.